# Цемент (предприятие)
ООО «Цемент», ранее Одесский цементный завод — крупнейший производитель цемента в южном регионе Украины. С 2011 года входит в промышленную группу CRH, со штаб-квартирой в Дублине. С 2021 года работает под брендом CEMARK.
Производственная мощность по выпуску цемента — 550 тыс. тонн в год. Завод расположен на северной окраине Одессы. В 5 км от завода находится Одесский порт, в 30 км — Ильичевский порт, в 40 км — порт Южный.

## История
Одесский цементный завод начал свою работу в 1965 году. Одесская область находится далеко от промышленно развитых районов страны, поэтому завод был построен для того, чтобы удовлетворить локальный спрос на цемент.
8 сентября 1965 года была запущена вращающаяся печь № 1, а в ноябре 1966 года — вращающаяся печь № 2. В 1966 году производство цемента составило 165,5 тыс. тонн.
Завод продолжал наращивать производственные мощности, и в 1971 года была достигнута проектная мощность 320 тыс. тонн.
Изначально месторождение сырья — известняка и глины — находилось в 2 км от завода.
Елизаветовский карьер цементного сырья был разработан в 1973 году. Он располагался в 40 км от завода, и туда переместили горное оборудование. В 1986 году ввели в действие частную ветку от станции «Карьерная», что позволило перевозить сырье по железной дороге. После истощения залежей, была осуществлена рекультивация земель и подготовка сельхозугодий.
В 1976 году строительство сушильного отделения для шлака с навальным хранением позволило запустить производство нового цемента — сульфатостойкого шлакопортландцемента — и в то же время увеличить объём промышленного производства до 360 тыс. тонн.
В 1986 году была построена железнодорожная ветка протяжённостью 18 км от станции «Карьерная» до станции «Карпово», что обеспечило доставку сырья на завод по железной дороге собственными думпкарными вертушками.
В мае 1990 года на заводе состоялось 15-е Всесоюзное совещание «Основы повышения эффективности производства цемента и качества контроля».
В мае 2005 году предприятие приобрела португальская компания (C+PA, Cimento e Produtos Associados, S.A.).
За время пребывания в Одессе португальцы вложили в украинский актив около 40 млн евро. Благодаря этому его мощность возросла с 360 тыс. до 550 тыс. тонн в год.

## Современное состояние
В 2011 году 51 % акций завода купила швейцарская компания Jura-Cement-Fabriken, входящая в ирландский строительный холдинг Cement Roadstone Holdings (CRH). С 2014 года Одесский цементный завод полностью перешёл в собственность компании CRH.
Группа CRH имеет представительства в 35 странах мира и признана одним из ведущих мировых производителей стройматериалов. С 2021 года завод работает под брендом CEMARK.
Сейчас Одесский цементный завод не производит клинкер, который поставляет Каменец-Подольский цементный завод. Проектная мощность завода — 550 тыс. тонн. В 2022 году на Одесском цементном заводе был завершен переход производства на автоматический режим отгрузки продукции 24/7.
Продукция ООО «Цемент» была использована для значимых инфраструктурных объектов Украны, таких как Южный и Ильичевский морские порты в Одесской области, а также НСК «Олимпийский», в г. Киеве.
Одесский цементный завод поставляет продукцию в Херсонскую, Николаевскую, Черкасскую, Кировоградскую, Киевскую области, а из одесского цемента строят национальные инфраструктурные объекты: ветряные парки, дороги и зерновые терминалы.
ООО «Цемент» оказывает благотворительную помощь учреждениям образования и здравоохранения. Предприятие передает материалы онкогематологическому отделению Одесской областной детской больницы, доставляет интерактивное оборудование для начальной школы в Одессе, производит ремонт в Мореходном профессиональном колледже им. А. И. Маринеско.

## Галерея
|  |  |  |